# Linkresolver
Ein Linkresolver ist ein im Bereich digitaler Bibliotheken genutztes System zur Verfügbarkeitsanzeige wissenschaftlicher Publikationen. Die Aufgabe eines Linkresolvers ist es, Metadaten (beispielsweise in Form einer OpenURL) entgegenzunehmen und in Verbindung mit Informationen über lokale Bestandsdaten und Lizenzinformationen einen direkten Hyperlink auf passende Dienste zu erzeugen. Zu den Diensten gehören Verweise auf elektronische Volltexte, Dokumentenlieferdienste, den lokalen OPAC und den Buchhandel. Bei einer direkten Weiterleitung durch den Linkresolver an einen anderen Dienst nimmt der Linkresolver die Funktion eines Proxy ein. Wird stattdessen auf einer zwischengeschalteten Seite eine Auswahl von Diensten angezeigt, so können die Grenzen zu einem Webportal oder einer Metasuchmaschine verschwinden.
Populäre kommerzielle Systeme für Linkresolver sind Ex Libris SFX und Ovid LinkSolver.
Der EZB-Linkingdienst ist ein kostenfreier Linkresolver.